# جامعة الفرات (تركيا)
جامعة الفرات(بالتركية: Fırat Üniversitesi)‏ هي جامعة حكومية تقع في معمورة العزيز بتركيا. أسست سنة 1975 م. وسميت على نهر الفرات الذي ينبع من منطقة قريبة من معمورة العزيز.
في المرة الأولى عام 1967 تم إفتتاحها كمدرسة إلازيخ الفنية العليا وفي نفس العام تمت الموافقة على قرار مجلس الشيوخ بجامعة أنقرة بإنشاء كلية إلازيغ البيطرية من قبل وزارة التربية الوطنية. تأسست الكلية التقنية عام 1969 بموجب القانون رقم 1184. تم تحويلها إلى أكاديمية ألازيغ الحكومية للهندسة والعمارة (بالتركية: Elazığ Devlet Mühendislik ve Mimarlık) إختصارها (EDMMA)، وافتتحت كلية الطب البيطري للتعليم في عام 1970 التابعة لجامعة أنقرة. تأسست واعتمدت في الجمعية الوطنية التركية الكبرى في 1 إبريل عام 1975 وفي الجريدة الرسمية بتاريخ 11 إبريل عام 1975 شكلت كلية الطب البيطري بجامعة فرات جوهر جامعة فرات، والذي تم تطبيقها مع«قانون إنشاء أربع جامعات» رقم 1873، والذي دخل حيز التنفيذ بعد نشره.
في العام الدراسي 1975-1976 مع إضافة كلية العلوم والآداب والجامعة، بدأ التعليم والتدريب بثلاث كليات. وتم تحويل (أكاديمية إلازيغ للهندسة والعمارة) إلى كلية الهندسة وأخذت مكاناً لها في داخل الجامعة. مع مرور الزمن أصبح لدى الكادر الإداري والأكاديمي العامل في جامعة فرات خبرة عالية ومميزة وأصبحت الجامعة متطورة بشكل كبير إذ أصبحت تحتوي على حرم جامعي ضخم يضم بداخله 14 كلية و4 معاهد دراسات عليا ومختبر علمي مُزود بالعديد من المواد التقنية المتطورة تكنولوجيًا.

## عن الجامعة

### لغات التدريس
- التركية.
- الإنكليزية(لبعض الأقسام).

### الترتيب المحلي والعالمي للجامعة
- تقع جامعة فرات في المرتبة أربعة وعشرون 24 محلياً.
- أما الترتيب العالمي لها هو 801

### شروط التسجيل
1. أن يكون من خريجي الثانوية العامة أوفي الصف الأخير من الثانوية.
2. أن يكون الطالب من أصل أجنبي (غير حاصل على الجنسية التركية).
3. شهادة اليوس أوالسات ليست شرط للتقديم.
4. يحق للطالب الحاصل على الجنسية التركية حديثاً التقدم.

### الشهادات المقبولة
طبعاً هذه الشهادات مطلوبة من الأجانب (من خارج تركيا) وهي ليست إلزامية بهذه الجامعة حسب المصادر أعلاه.
- يوس الفرات (بالتركية: YÖS)2017/2018 .
- سات(بالتركية: SAT).
- يوس الجامعات الأخرى (يجب أن تحتوي الشهادة على عدد الأسئلة الصحيحة والخاطئة وكود التحقق من الشهادة، عدا ذلك فإنه لن يتم قبول الشهادة) الشهادة الثانوية العامة مترجمة ومصدقة.
- تحتاج الجامعة عدد الأسئلة الصحيحة والخاطئة والفارغة لأن التقييم يعتمد على تحويلها إلى نظام العلامة Z (إلكترونياً).

### الأوراق المهمة للتسجيل
1. صورة شخصية.
2. صورة عن شهادة الثانوية.
3. صورة عن الترجمة والتصديق.
4. صورة عن الهوية (بالتركية: Kimlik) أوالجواز.
5. صورة عن شهادة السات أواليوس إن وجد.

ملاحظة مهمة: الجامعة تقبل بمعظم الشهادات الثانوية اللبنانية والتوجيهي والسورية والعديد من الشهادات الأخرى ……

### طريقة التسجيل
إلكترونياً عبر الرابط إضغط هنا.علماً أن المفاضلة مأجورة ويجب على الطالب دفع مبلغ 25 ليرة تركية.

## مِن رؤساء الجامعة
1. مؤسس جامعة فرات . أ. الدكتور. مصطفى تيميزر (1975)
2. أ. الدكتور.عارف كاجلار (1982-1992)
3. أ. الدكتور.أيوب ج.إسبير (1992-2000)
4. أ. الدكتور.أحمد فايزي بنجول (2000-2004)
5. أ. الدكتور.محمد حمدي بنانا (2004-2008)
6. أ. الدكتور.أحمد فايزي بنجول (2008-2012)
7. أ. الدكتور.قطب الدين دميرداغ (2012-2020)
8. أ. الدكتور.فخر الدين جوكتاش (2020- مستمر) [6]

### رئيس الجامعة الحالي
يشغل منصب رئيسُ الجامعةِ الحالي الدكتورالبروفيسور قطب الدين دميرداغ ومساعديهِ الدكتورالبروفيسورأحمد قزيز والدكتورالبروفيسورمحمد جاباجي والدكتور البروفيسور خليل حصار.

## الكليات والمعاهد
تضم الجامعة حالياً ستةَ عشر كلية وأربعة معاهد وثلاثة معاهد للتعليم العالي ومعهد موسيقي وطني وتسعة معاهد عالية للتدريب المهني وثلاثة وعشرون معهد أبحاث.
1. كلية التربية.
2. كلية العلوم.
3. كلية العلوم الإنسانية والإجتماعية.
4. كلية الاقتصاد والعلوم الإدارية.
5. كلية الإلهيات.
6. كلية الإتصال.
7. كلية الهندسة.
8. كلية المصايد.
9. كلية التربية الفنية.
10. كلية التكنولوجيا.
11. كلية الهندسة المعمارية.
12. كلية طب الأسنان.
13. كلية الطب.
14. كلية العلوم الصحية.
15. كلية الطب البيطري.
16. كلية علوم الرياض.

### المعاهد
1. معهد العلوم الفنية.
2. معهد العلوم الصحية.
3. معهد العلوم الإجتماعية.
4. معهد العلوم التربوية.

### معاهد التعليم العالي
1. المعهد العالي للغات الاجنبية.
2. المعهد الموسيقي الدولي.
3. المعهد العالي للطيران المدني.

### معاهد التعليم العالي المهني
1. معهد باسكيل العالي المهني.
2. معهد إيلازيغ العالي المهني للمعادن.
3. معهد كاراكوتشان العالي للتدريب المهني.
4. معهد كيبان العالي للتدريب المهني.
5. معهد كوفانجيلار العالي للتدريب المهني.
6. المعهد العالي المهني للخدمات الصحية.
7. معهد سفيرجا العالي للتدريب المهني.
8. المعهد العالي المهني للعلوم الاجتماعية.
9. المعهد العالي المهني للعلوم التقنية.

## تاريخ تأسيس الكليات وأسمائهم
1967: المدرسة التقنية العليا (بالتركية:Yüksek Teknik Okul)
1967: كلية الطب البيطري(بالتركية: Veteriner Fakültesi)
1969: EDMMA(بدلاً من المدرسة الفنية العليا)(بالتركية:EDMMA (Yüksek Teknik Okul yerine))
1975: كلية العلوم(بالتركية: Fen Fakültesi)
1975: كلية الآداب(بالتركية: Edebiyat Fakültesi)
1975: إنشاء جامعة فرات (مع كلية الطب البيطري والعلوم والآداب)(بالتركية: Fırat Üniversitesinin Kuruluşu(Veteriner, Fen ve Edebiyat Fak. ile))
1982: كلية الهندسة(بدلاً من EDMMA)(بالتركية: Mühendislik Fakültesi(EDMMA yerine))
1982: كلية الطب(بالتركية: Tıp Fakültesi)
1982: كلية التربية التقنية (بالتركية: Teknik Eğitim Fakültesi)
1982: مدرسة الثروة السمكية (حولت إلى كلية الثروة السمكية في عام 1992)(بالتركية: (Su Ürünleri Yüksekokulu (1992 Yılında Su Ürünleri Fakültesi'ne Dönüştürüldü
1983: معهد المواد العلمية (بالتركية: Fen Bilimleri Enstitüsü)
1983: معهد العلوم الصحية(بالتركية: Sağlık Bilimleri Enstitüsü)
1983: معهد العلوم الإجتماعية(بالتركية: Sosyal Bilimler Enstitüsü)
1983: مدرسة بينغول المهنية (بالتركية: Bingöl MYO)
1983: مدرسة تونجلي المهنية (بالتركية: Tunceli MYO)
1983: مدرسة إيلازيغ المهنية (بالتركية: Elazığ MYO)
1987: مدرسة بينغول المهنية لصحة الحيوان (بالتركية: Bingöl Hayvan Sağlığı Yüksekokulu)
1987: مدرسة موش المهنية (بالتركية: Muş MYO)
1990: المدرسة المهنية للخدمات الصحية (بالتركية: Sağlık Hizmetleri MYO)
1990: المدرسة المهنية للعلوم الإجتماعية(بالتركية: Sosyal Bilimler MYO)
1992: المدرسة المهنية للعلوم التقنية (بدلاً من مدرسة إيلازغ المهنية)(بالتركية: Teknik Bilimler MYO (Elazığ MYO yerine))
1992: مدرسة كابان سليمان ديميرلي المهنية (بالتركية: Keban Süleyman Demirel MYO)
1993: كلية الإلاهيات(بالتركية: İlahiyat Fakültesi)
1995: مدرسة إلازيغ المهنية للتعدين في المنطقة الصناعية المنظمة (بدلاً من مدرسة التعدين المهنية)(بالتركية: Elazığ Organize Sanayi Bölgesi Maden MYO (Maden MYO yerine))
1995: مدرسة سيفريجه المهنية (بالتركية: Sivrice MYO)
1996: مدرسة إلازيغ الصحية (بالتركية: Elazığ Sağlık Yüksekokulu)
1996: كِماليا حج علي أكِن المدرسة المهنية (بالتركية: Kemaliye Hacı Ali Akın MYO)
1997: مدرسة التربية البدنية والرياضة(بالتركية: Beden Eğitimi ve Spor Yüksekokulu)
1997: معهد الموسيقى الدولي (بالتركية: Devlet Konservatuvarı)
1997: كلية التربية(بالتركية: Eğitim Fakültesi)
1997: كلية الإتصالات(بالتركية: İletişim Fakültesi)
1998: كلية موش التربوية (بالتركية: Muş Eğitim Fakültesi)
2001: مدرسة موش ملازقيرت المهنية (بالتركية: Muş Malazgirt MYO)
2006: كلية الزراعة(بالتركية: Bingöl Ziraat Fakültesi)
بينجول 2006: كلية الإقتصاد والعلوم الإدارية في تونجلي (بالتركية: Tunceli İktisadi ve İdari Bilimler Fakültesi)
2008: تم نقل مدرسة بينجول المهنية، كلية بينجول الزراعة ومدرسة بينجول لصحة الحيوان إلى جامعة بينجول
(بالتركية: Bingöl MYO, Bingöl Ziraat Fakültesi ve Bingöl Hayvan Sağlığı Yüksekokulu,Bingöl Üniversitesine devredildi)
2008: تم نقل مدرسة كِماليا حج علي أكِن المهنية إلى جامعة أرزينجان (بالتركية: Kemaliye Hacı Ali Akın MYO, Erzincan Üniversitesine devredildi)
2008: تم نقل مدرسة موش المهنية، وكلية موش التربوية ومدرسة ملازقيرت المهنية إلى جامعة موش
(بالتركية:Muş MYO, Muş Eğitim Fakültesi ve Malazgirt MYO, Muş Üniversitesine devredildi)
2008: تم نقل مدرسة تونجالي المهنية وكلية تونجالي للإقتصاد والعلوم الإدارية إلى جامعة تونجالي
(بالتركية: Tunceli MYO ile Tunceli İktisadi ve İdari Bilimler Fakültesi, Tunceli Üniversitesine devredildi)
2009: كلية الإقتصاد والعلوم الإدارية(بالتركية: İktisadi ve İdari Bilimler Fakültesi İktisadi ve İdari Bilimler Fakültesi)
2009: كلية التكنولوجيا(تم إغلاق التعليم الفني بالكلية)(بالتركية: Teknoloji Fakültesi (Teknik Eğitim Fakültesi kapatıldı)
2011: كلية العلوم وكلية العلوم الإنسانية والإجتماعية (العلوم - تم إغلاق كلية الآداب)(بالتركية: Fen Fakültesi ile İnsani ve Sosyal Bilimler Fakültesi (Fen-Edebiyat Fakültesi kapatıldı))
2010: مدرسة قراقوتشان المهنية (بالتركية: Karakoçan MYO)
2010: مدرسة كوفانجيلار المهنية (بالتركية: Kovancılar MYO)
2011: معهد العلوم التربوية (بالتركية: Eğitim Bilimleri Enstitüsü)
2011: كلية الهندسة المعمارية(بالتركية: Mimarlık Fakültesi)
2011: مدرسة باسكيل المهنية (بالتركية: Baskil MYO)
2011: مدرسة اللغات الأجنبية (بالتركية: Yabancı Diller Yüksekokulu)
2013: كلية طب الأسنان(بالتركية: Diş Hekimliği Fakültesi)
2014: كلية علوم الرياضة (بدلاً من كلية التربية البدنية والرياضة)(بالتركية: Spor Bilimleri Fakültesi (Beden Eğitimi ve Spor Yüksekokulu yerine))
2014: مدرسة الطيران المدني(بالتركية: Sivil Havacılık Yüksekokulu)
2015 : كلية العلوم الصحية (بدلاً من مدرسة إيلازيغ الصحية).(بالتركية: Sağlık Bilimleri Fakültesi (Elazığ Sağlık Yüksekokulu yerine))
اعتبارًا من العام الدراسي 2017-2018، داخل جامعة فرات 16 كلية، 2 مدارس تعليم عالي،1 معهد الموسيقى الدولي، 9 مدارس مهنية، 4 معاهد، ويوجد 24 مركزًا بحثيًا في الجامعة؛ وصل عدد الطلاب 45665 طالبًا، بما في ذلك 9523 طالباً درجة جامعية و30803 طالبًا جامعيًا و 5339 طالب دراسات عليا، أنشطتهم التعليمية مع 1862 أكاديميًا و1511 موظفًا إداريًا.

## المكتبة والمتحف

### المكتبة والمتحف والمركز الثقافي والمجالات الاجتماعية
- يوجد ما يقرب من 105000 كتاب في مكتبة الجامعة، ويتوفر مكتبة تستضيف 962 دورية. ويوجد في الطابق الثاني من المكتبة مكان عمل للقراءة أالدراسة. توجد أماكن للكمبيوترلإستخدام الإنترنت في الطابق الأول من المكتبة. الدوريات متوفرة في الطابق السفلي. من الممكن متابعة العديد من الصحف الوطنية يومياً وبعض المجلات الشهرية من طابق مدخل المكتبة.
- يقع متحف ألازيغ للآثار والإثنوغرافيا في حرم الهندسة.
- يوجد مركز أتاتورك الثقافي (يستخدم كسينما، وحفلات موسيقية، ومسرح، وندوة، ومؤتمرات، ولوحة) بسعة حوالي 1000 في حرم الهندسة.
- توجد قاعة مؤتمرات تتسع لـ 250 شخصًا في كلية العلوم.
- توجد قاعة مؤتمرات تتسع لـ 400 شخص في الكلية البيطرية.
- يوجد معرض فني بالحرم الجامعي، ويتم عرض الأعمال الفنية للطلاب في القسم المختص ومن هم خارج الجامعة في المعرض.
- حديقة فرات الثقافية بمساحة 51.250m2 هي متاحة في الجبهة من كلية العلوم وتستخدم للمناسبات مثل الاحتفالات والحفلات. هناك المدرج، ومضمار الجري وملعب لكرة القدم

### جامعة فرات، فرات المدينة التقنية «A.Ş»
تقوم شركة فرات المدينة التقنية، وهي الشركة المديرة لمنطقة تطوير التكنولوجيا بجامعة فرات، التي تقوم بأنشطة البحث والتطوير الخاصة في مجالات التكنولوجيا الجديدة والمتقدمة وتعمل في مجال تطوير البرمجيات، وتقدم خدمات التكنولوجيا لشركات التكنولوجيا وفقًا للمعايير الدولية، ووفقًا لقانون مناطق تطوير التكنولوجيا رقم 4691، تأسست حديقة تكنوبارك «الحديقة التقنية» باسم مدير منطقة تطوير التكنولوجيا في فرات المدينة التقنية A.Ş .

## العلاقات الخارجية للجامعة
رابطة جامعة القوقاز [بحاجة لمصدر]

## روابط خارجية خاصة بالجامعة
- صفحة Instagram الرسمية firatresmihesap
- صفحة Twitter الرسمية Fırat Üniversitesi
- الموقع الرسمي للجامعة

## مقالات ذات صلة
جامعة إسطنبول التقنية
جامعة البوسفور